# Justina Valentine
Justina Valentine (Contea di Passaic, 14 febbraio 1987) è una rapper e conduttrice televisiva statunitense.

## Carriera
Valentine ha pubblicato il suo primo mixtape Route 80 nel 2012. Ha pubblicato il suo primo EP intitolato Valentine nel 2013, debuttando al numero 38 delle classifiche R&B di iTunes. L'8 luglio 2014 ha pubblicato il suo secondo mixtape, Red Velvet. Nel 2016 ha pubblicato il suo album di debutto chiamato Scarlet Letter. Nel 2016 Valentine è stato all'interno del cast della comedy Wild 'N Out su MTV.
Nel 2019 ha presentato la seconda stagione del programma How Far Is Tattoo Far?' in onda sempre su MTV.

## Discografia

### Album in studio
- 2016 – Scarlet Letter
- 2019 – Favorite Vibe
- 2020 – Infrared

### EP
- 2013 – Valentine

### Mixtape
- 2012 – Route 80
- 2013 – Red Velvet
- 2013 – Feminem

## Tournée
- Vans Warped Tour (2012)
- Relief Tour (2013)
- Vans Warped Tour (2014)
- Mike Stud Tour (2014)
- Liquid Sunshine Experience Tour (2015)
- Hate Us Cause They Ain't Us Tour (2016)
- As Seen on the Internet Tour (2016)
- Scarlet Letter Tour (2016)
- Weirdo Tour (2017)
- Favorite Vibe Tour (2019)